# Liste der slowenischen Abgeordneten zum EU-Parlament (2009–2014)
Die Liste der slowenischen Abgeordneten zum EU-Parlament (2007–2014) listet alle slowenischen Mitglieder des 7. Europäischen Parlaments nach der Europawahl in Slowenien 2009.
Mit Inkrafttreten des Vertrags von Lissabon erhöhte sich die Anzahl der Abgeordneten von sieben auf acht.

## Mandatsstärke der Parteien
- S&D: 2
- ALDE: 2
- EVP: 3

- S&D: 2
- ALDE: 2
- EVP: 4

| Nationale Partei                        | Mandate | Fraktion                                                                               |
| --------------------------------------- | ------- | -------------------------------------------------------------------------------------- |
| Slovenska demokratska stranka (SDS)     | 2 (+1)  | Fraktion der Europäischen Volkspartei (EVP)                                            |
| Nova Slovenija-Krščansi demokrati (NSi) | 1       | Fraktion der Europäischen Volkspartei (EVP)                                            |
| Socialni demokrati (SD)                 | 2       | Fraktion der Progressiven Allianz der Sozialdemokraten im Europäischen Parlament (S&D) |
| Liberalna demokracija Slovenije (LDS)   | 1       | Fraktion der Allianz der Liberalen und Demokraten für Europa (ALDE)                    |
| Zares – socialno-liberalni (Zares)      | 1       | Fraktion der Allianz der Liberalen und Demokraten für Europa (ALDE)                    |
| Gesamt                                  | 7 (+1)  |                                                                                        |

## Abgeordnete
| Bild | Name                 | von           | bis           | Partei | Fraktion | Anmerkungen                                     |
| ---- | -------------------- | ------------- | ------------- | ------ | -------- | ----------------------------------------------- |
|      | Tanja Fajon          | 14. Juli 2009 | 30. Juni 2014 | SD     | S&D      |                                                 |
|      | Romana Jordan Cizelj | 14. Juli 2009 | 30. Juni 2014 | SDS    | EVP      |                                                 |
|      | Jelko Kacin          | 14. Juli 2009 | 30. Juni 2014 | LDS    | ALDE     |                                                 |
|      | Mojca Kleva          | 13. Apr. 2011 | 30. Juni 2014 | SD     | S&D      | Nachgerückt für Zoran Thaler                    |
|      | Zoran Thaler         | 14. Juli 2009 | 12. Apr. 2011 | SD     | S&D      | Nachrücker: Mojca Kleva                         |
|      | Zofija Mazej Kukovič | 1. Dez. 2011  | 30. Juni 2014 | SDS    | EVP      | Nachgerückt im Rahmen des Vertrags von Lissabon |
|      | Lojze Peterle        | 14. Juli 2009 | 30. Juni 2014 | NSi    | EVP      |                                                 |
|      | Ivo Vajgl            | 14. Juli 2009 | 30. Juni 2014 | Zares  | ALDE     |                                                 |
|      | Milan Zver           | 14. Juli 2009 | 30. Juni 2014 | SDS    | EVP      |                                                 |